# هوگیهورن
هوگیهورن (به لاتین: Hugihorn) یک کوه در سوئیس است که در کانتون برن واقع شده‌است. هوگیهورن ۳٬۶۴۷ متر بالاتر از سطح دریا واقع شده‌است.